# Conophytum comptonii
Conophytum comptonii är en isörtsväxtart som beskrevs av Nicholas Edward Brown. Conophytum comptonii ingår i släktet Conophytum, och familjen isörtsväxter. Inga underarter finns listade i Catalogue of Life.